# Гоголь-Яновский, Василий Афанасьевич
Васи́лий Афана́сьевич Го́голь-Яно́вский (при рождении Яно́вский; 1777, хутор Купчинский, Малороссийская губерния — 11 апреля 1825, Кибинцы, Миргородский уезд, Полтавская губерния) — украинский и русский поэт, драматург, театральный деятель; чиновник Российской империи. Отец Николая Васильевича Гоголя.

## Биография
Происходил из старинного рода Гоголей-Яновских. По преданию один из его предков, Остап Гоголь, прославился как казацкий полковник и гетман Правобережной Украины. Прадед и дед Василия Афанасьевича были священниками. В семинарии, а затем в Киевской духовной академии обучался и отец Василия Афанасий Демьянович, но он, отказавшись от духовной карьеры, служил в Генеральной войсковой канцелярии в должности полкового писаря и вышел в отставку в чине секунд-майора. Афанасий Демьянович, будучи человеком образованным (владел русским, украинским, латинским, греческим, немецким и польским языками), сумел приобрести к 1792 году дворянство и сменил родовую фамилию «Яновский» на дворянскую «Гоголь-Яновский». Несмотря на официальную фамилию, во многих документах, упоминалась только вторая её половина. Например, в метрической книге Спасо-Преображенской церкви местечка Великие Сорочинцы Миргородского повета Полтавской губернии содержится следующая запись: «Марта 20. У помещика Василия Яновского родился сын Николай и окрещен 22-го».
Его общественное положение было закреплено женитьбой на дочери бунчукового товарища С. С. Лизогуба. С одной стороны Лизогуб был зятем переяславского полковника Василия Танского, с другой стороны приходился внуком гетману Скоропадскому и, получив в наследство богатые земельные наделы, принадлежал к верхушке киевского общества. В приданое за женой Афанасий Гоголь-Яновский приобрёл несколько десятков крестьянских дворов, в которых, по ведомости 1782 года, насчитывалось 268 крепостных.
Согласно семейной традиции Василий обучался в Полтавской славянской семинарии. Некоторое время служил по почтовому ведомству, затем был поветовым хорунжим в миргородском земском суде. Вышел в отставку в 1821 году в чине коллежского асессора и удалился в собственное имение Васильевку (Яновщина), чтобы посвятить себя хозяйству.
Василий Афанасьевич был дружен с Дмитрием Прокофьевичем Трощинским, министром и членом Государственного совета, дальним родственником Гоголей-Яновских. По выходе в отставку, Трощинский поселился в своём поместье Кибинцы. Василий Гоголь-Яновский в 1812—1825 годах был директором и актёром домашнего театра Трощинского, для которого написал (между 1822—1825 годами) несколько водевилей из украинского народного быта и сказок. До нас дошёл только «Простак, или Хитрость женщины, перехитренная солдатом» (опубликована в журнале «Основа», 1862). О содержании водевиля «Собака-овца» сохранились воспоминания современников. Василий Гоголь писал также стихи на русском и украинском языках.
Василий Гоголь-Яновский дружил с Котляревским, Капнистом, знал Гнедича, Нарежного. Александр Данилевский отмечал, что Василий Гоголь был «бесподобным рассказчиком».

## Семья
Жена: Косяровская Мария Ивановна.
Дети:
- Николай (1809—1852)
- Иван (1810—1819)
- Мария (1811—1844)
- Анна (1821—1893)
- Елизавета (1823—1864)
- Ольга (1825—1907)

## Произведения
- Собака-Вивця // Записки о жизни Н. В. Гоголя. Т. 1. — 1856. — С. 15-16.
- Простакъ, или хитрость женщины, перехитренная солдатомъ // Основа. — 1862. — № 2. — С. 19-43.